# Conferência de Cúpula de Glassboro
A Conferência de Cúpula de Glassboro, foi a reunião de 23 a 25 de junho de 1967 dos chefes de governo dos Estados Unidos e da União Soviética - o presidente Lyndon B. Johnson e o primeiro-ministro Alexei Kossygin, respectivamente - com o objetivo de discutindo as relações União Soviética-Estados Unidos em Glassboro, Nova Jersey. Durante a Guerra dos Seis Dias árabe-israelense, o contato diplomático e a cooperação aumentaram, levando alguns a esperar uma melhora nas relações dos dois países. Alguns até esperavam uma cooperação conjunta na Guerra do Vietnã. Embora Johnson e Kosygin não tenham chegado a um acordo sobre nada importante, a atmosfera geralmente amigável da cúpula foi chamada de "Espírito de Glassboro" e parece ter melhorado as relações soviético-americanas.